# Georg Christoph Strattner
Georg Christoph Strattner (* 1644 oder 1645 in Gols im damals ungarischem Burgenland; † April (beigesetzt am 11. April) 1704 in Weimar) war ein deutscher Kirchenmusiker und Komponist.

## Leben und Werk
Georg Christoph Strattner erhielt ersten Musikunterricht von seinem Vetter Samuel Capricornus, Musikdirektor an der Dreifaltigkeitskirche in Preßburg. Mit 14 Jahren kam er 1659 als Kapellknabe an die Stuttgarter Hofkapelle. 1666 wurde er Kapellmeister am Baden-Durlachschen Hof. 1682, offenbar auf Fürsprache Philipp Jacob Speners, übernahm er das Amt des Kapellmeisters an der Barfüßerkirche, der evangelischen Hauptkirche in Frankfurt am Main. 1692 wurde er aufgrund eines Ehebruchs entlassen und aus der Stadt ausgewiesen. Ihm gelang es in zahlreichen Anläufen in den darauffolgenden Jahren nicht, seine Wiedereinstellung zu erreichen. Erst 1694 fand er eine neue Anstellung, zunächst als Tenorist und ab 1. Oktober 1695, als Nachfolger von August Kühnel, als Particulier Kammermusikus und Vice-Capellmeister des Herzogs Wilhelm Ernst von Sachsen-Weimar. Damit übernahm er auch die Vertretung des oft kranken Kapellmeisters Johann Samuel Drese (1644–1714).
Er komponierte zahlreiche Kantaten, von denen etwa 20 handschriftlich erhalten sind, und Kirchenlieder, die sich durch oft arienhafte Melodien auszeichnen. 1691 gab er Joachim Neanders Bundeslieder und Dank-Psalmen in einer Neuauflage heraus, in der er die Gesamtzahl der Lieder Neanders von 56 auf 64 erweiterte und zu der er sämtliche Melodien beisteuerte. Davon findet sich bis heute in Gesangbüchern die Melodie zu „Himmel, Erde, Luft und Meer“ (EG 504).

## Werke
- (Bearbeiter): Joachimi Neandri Vermehrte Glaub- und Liebes-Ubung : Auffgemuntert durch einfältige Bundes-Lieder/ Und Danck-Psalmen ; Gegründet auff den zwischen Gott und dem Sünder im Blut Jesu befestigten Friedens-Schluß/ Zu lesen und zu singen auff Reisen/ Zu Hauß/ oder bey Christ-Ergetzungen im Grünen/ Durch ein geheiligtes Hertzens-Halleluja. Franckfurt: Andreä, 1691